# Gouvernement Kinakh
Ukraine
Iouchtchenko Ianokovytch I
Le gouvernement Kinakh est le gouvernement ukrainien formé le 31 mai 2001 et ayant démissionné le  30 novembre 2002.

## Historique

### Formation
Après la censure du gouvernement de Viktor Iouchtchenko, Anatoli Kinakh est nommé Premier ministre le 29 mai 2001. L'essentiel du gouvernement est nommé le 31 mai.

### Dissolution
Le gouvernement Kinakh est limogé le 16 novembre 2002. Le gouvernement Ianoukovytch I lui succède.

## Composition

### Initiale (31 mai 2001)
| Fonction                                                  | Titulaire | Titulaire                                             | Parti |
| --------------------------------------------------------- | --------- | ----------------------------------------------------- | ----- |
| Premier ministre                                          |           | Anatoli Kinakh                                        | PPPU  |
| Premier vice-Premier ministre                             |           | Oleh Doubyna                                          | Sans  |
| Vice-Premier ministre chargé du Carburant et de l'Énergie |           | Volodymyr Semynoschenko                               | PR    |
| Vice-Premier ministre                                     |           | Leonid Kosachenko                                     | Sans  |
| Vice-Premier ministre                                     |           | Vassyl Rohovytch (jusqu'au 25/06/2001)                | Sans  |
| Ministre des Affaires étrangères                          |           | Anatoliy Zlenko                                       | Sans  |
| Ministre de l'Économie                                    |           | Vassyl Rohovytch (jusqu'en 07/2001) Oleksandr Chlapak | Sans  |
| Ministre de l'Intérieur                                   |           | Youri Smirnov                                         | Sans  |
| Ministre de la Défense                                    |           | Oleksandr Kousmouk (jusqu'au 12/11/2001)              | TU    |
| Ministre de la Défense                                    |           | Volodymyr Chkidtchenko                                | Sans  |
| Ministre de la Justice                                    |           | Siouzanna Stanik                                      | Sans  |
| Ministre de l'Agriculture                                 |           | Ivan Kyrylenko (jusqu'au 19/04/2002)                  | NAPU  |
| Ministre de l'Agriculture                                 |           | Serhi Rystchouk                                       | PR    |
| Ministre de la Santé                                      |           | Vitaly Moskalenko                                     | Sans  |
| Ministre des Finances                                     |           | Ihor Mityoukov (jusqu'au 27/12/2001) Ihor Youschko    | Sans  |
| Ministre du Travail et de la Politique sociale            |           | Ivan Sachan                                           | Sans  |
| Ministre de la Protection civile                          |           | Vassyl Dourdynets                                     | Sans  |
| Ministre de la Culture et des Arts                        |           | Iouryi Bohoutskyi                                     | Sans  |
| Ministre de l'Environnement et des Ressources naturelles  |           | Serhii Kourykine                                      | Sans  |
| Ministre des Transports                                   |           | Valeri Poustovoïtenko                                 | NDP   |
| Ministre de l'Énergie et du Carburant                     |           | Vitaly Haidouk                                        | PR    |
| Ministre de la Politique industrielle                     |           | Vassyl Houreyev                                       | Sans  |
| Ministre de l'Éducation                                   |           | Vassyl Kremen                                         | Sans  |

### Remaniement du 7 mai 2002
| Fonction                                                  | Titulaire | Titulaire               | Parti   |
| --------------------------------------------------------- | --------- | ----------------------- | ------- |
| Premier ministre                                          |           | Anatoli Kinakh          | PPPU    |
| Premier vice-Premier ministre                             |           | Oleh Doubyna            | Sans    |
| Vice-Premier ministre chargé du Carburant et de l'Énergie |           | Volodymyr Semynoschenko | PR      |
| Vice-Premier ministre                                     |           | Leonid Kosachenko       | Sans    |
| Ministre des Affaires étrangères                          |           | Anatoliy Zlenko         | Sans    |
| Ministre de l'Économie                                    |           | Oleksandr Chlapak       | Sans    |
| Ministre de l'Intérieur                                   |           | Youri Smirnov           | Sans    |
| Ministre de la Défense                                    |           | Volodymyr Chkidtchenko  | Sans    |
| Ministre de la Justice                                    |           | Oleksandr Lavrynovytch  | NRU     |
| Ministre de l'Agriculture                                 |           | Serhi Rystchouk         | PR      |
| Ministre de la Santé                                      |           | Vitaly Moskalenko       | Sans    |
| Ministre des Finances et de l'Intégration européenne      |           | Ihor Youshko            | Sans    |
| Ministre du Travail et de la Politique sociale            |           | Ivan Sachan             | Sans    |
| Ministre de la Protection civile                          |           | Vassyl Dourdynets       | Sans    |
| Ministre de la Culture et des Arts                        |           | Iouryi Bohoutskyi       | Sans    |
| Ministre de l'Environnement et des Ressources naturelles  |           | Serhii Kourykine        | Sans    |
| Ministre des Transports                                   |           | Heorhiy Kirpa           | SDPU(O) |
| Ministre de l'Énergie et du Carburant                     |           | Vitaly Haidouk          | PR      |
| Ministre de la Politique industrielle                     |           | Vassyl Houreyev         | Sans    |
| Ministre de l'Éducation                                   |           | Vassyl Kremen           | Sans    |